# RP FLIP
RP FLIP (FLoating Instrument Platform) era una nave laboratorio di proprietà dell'Office of Naval Research e gestita dallo Scripps Institution of Oceanography. Lunga 108 metri, veniva usata per fare delle ricerche in mare aperto; nel corso di queste, effettuava una rotazione di novanta gradi, durante le quali sprofondava lasciando emergere i 17 metri della prua.

## Storia
Il Marine Physical Laboratory dello Scripps Institution of Oceanography progettò la RP FLIP con il finanziamento dell'Office of Naval Research (ONR). Costruita dalla Gunderson Brothers Motoreering Company di Portland in Oregon, la RP FLIP venne completata nel giugno del 1962.
Dal dicembre 1994 al 1995 subì un profondo rinnovamento. Vennero infatti riparati dei danni allo scafo, sostituite le valvole di sicurezza nelle cisterne di zavorra e le tubazioni, venne cambiato l'impianto elettrico, inserito un nuovo impianto antincendio e installati nuovi strumenti di monitoraggio. Vennero revisionati e riparati tutti i generatori, le pompe ed i motori di bordo, così come l'impianto di condizionamento e l'impianto di desalinizzazione per la produzione di acqua potabile. Le pareti e i soffitti degli alloggi dell'equipaggio vennero rivestiti, vennero anche migliorate le possibilità di stivaggio e installate nuove cuccette. L'operazione costò 2 milioni di dollari.
Nel 2023, a causa di problemi finanziari dovuti alla pandemia di COVID-19, si decise di smantellare la RP FLIP. Rob Sparrock, il responsabile che supervisionava il programma delle navi da ricerca dell'ONR, dichiarò che «per rendere la FLIP utilizzabile per altri cinque o 10 anni sarebbero necessari circa 8 milioni di dollari, ma quei finanziamenti potrebbero essere meglio utilizzati altrove». L'imbarcazione venne collocata in un impianto di smantellamento il 3 agosto di quell'anno, sei anni dopo il suo ultimo viaggio.

## Funzionalità
RP FLIP fu progettata per studiare l'altezza delle onde, i segnali acustici, la temperatura e la densità dell'acqua e per la raccolta di dati meteorologici. A causa delle possibili interferenze con gli strumenti acustici, la RP FLIP non aveva motori o altri mezzi di propulsione e doveva essere rimorchiata da dove era ancorata. Durante il traino poteva raggiungere una velocità compresa tra i 7 e i 10 nodi.
La RP FLIP pesava 711 tonnellate, aveva un'autonomia di 30 giorni e trasportava un equipaggio di 5 persone e 15 ricercatori. Era in grado di funzionare in maniera indipendente durante le missioni e riusciva a stare un mese senza rifornimenti. Benché potesse operare in qualunque parte del mondo, veniva generalmente impiegata in missioni nella costa occidentale degli Stati Uniti. La nave solitamente veniva utilizzata al largo della casa base Nimitz Scripps Marine Facility a San Diego in California. L'imbarcazione presentava una cisterna da 5678 litri e un desalinizzatore con una capacità di 115 litri all'ora utilizzato per rifornire costantemente l'imbarcazione di acqua potabile.
Particolarità della nave era la sua capacità di capovolgersi di novanta gradi e di sprofondare, lasciando emergere soltanto 17 metri della prua. Nel corso dell'operazione, le paratie divenivano ponti. La nave era costruita in modo tale che potesse risultare funzionale anche durante le sue rotazioni. Proprio per tale ragione, era composta da attrezzature duplicate da usare, a seconda dei casi, quando galleggiava normalmente oppure era ruotata di novanta gradi. I due generatori a gasolio da 150 kW e quello di riserva da 40 kW, così come la cucina nella cambusa, ruotavano autonomamente, mentre i bagni presentavano due soffioni nelle docce e due lavandini. Quando capovolta, la maggior parte della galleggiabilità della piattaforma veniva fornita dall'acqua intrappolata nella parte inferiore sotto l'influenza delle onde di superficie. Pertanto, la RP FLIP era una piattaforma stabile, per lo più immune all'azione delle onde. Al termine di una missione, la cisterna di zavorra allagata veniva svuotata grazie all'aria compressa e la nave tornava in posizione orizzontale per essere rimorchiata e spostata in una nuova postazione. Impiegava 28 minuti per passare dalla posizione orizzontale a quella verticale. Veniva spesso scambiata per una nave da trasporto marittimo ribaltatasi con le onde.
Oltre a questo, la nave aveva 46 metri quadrati adibiti a laboratorio, utilizzabili per vari scopi. Microfoni subacquei e sonar erano installati lungo tutto lo scafo, mentre il ponte offriva spazio addizionale sufficiente per installare sistemi radar e sonar addizionali per lo studio delle altezze e velocità delle onde in superficie. RP FLIP veniva ancorata alle acque profonde tramite un'ancora a tre punte che raggiunse la profondità massima di 5500 m sotto il livello del mare al largo delle Hawaii nel 1969.

## Galleria d'immagini

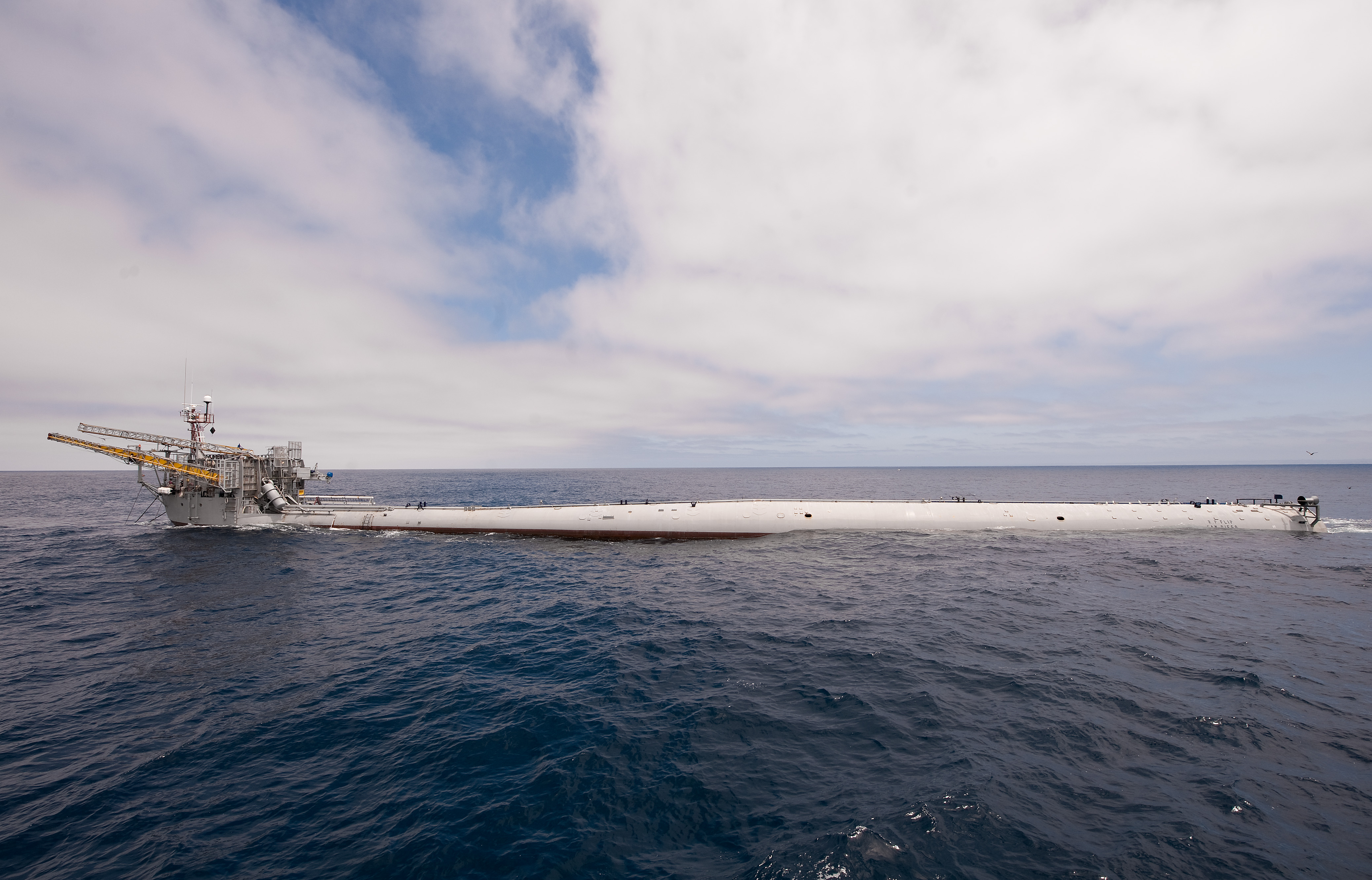
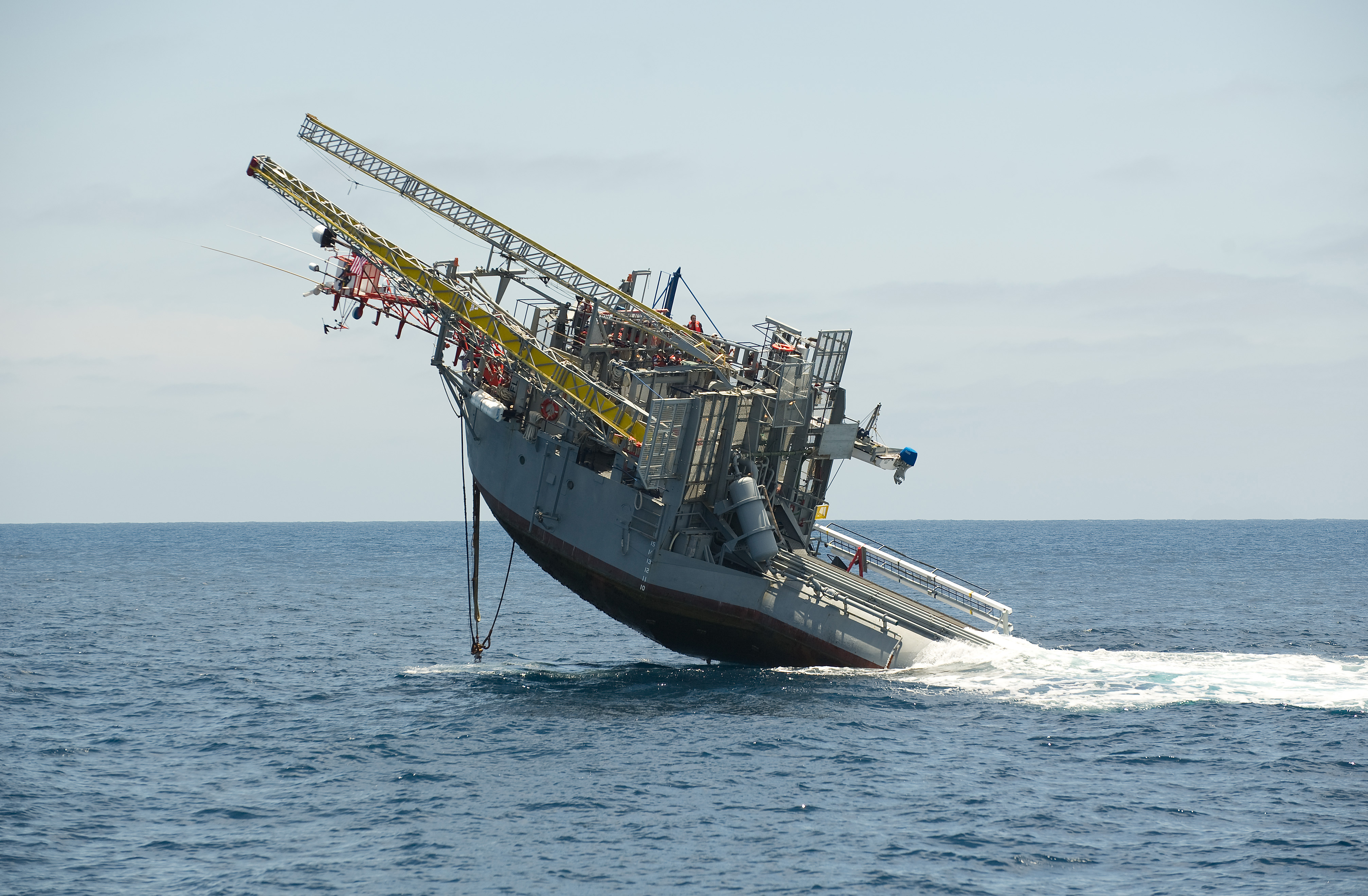
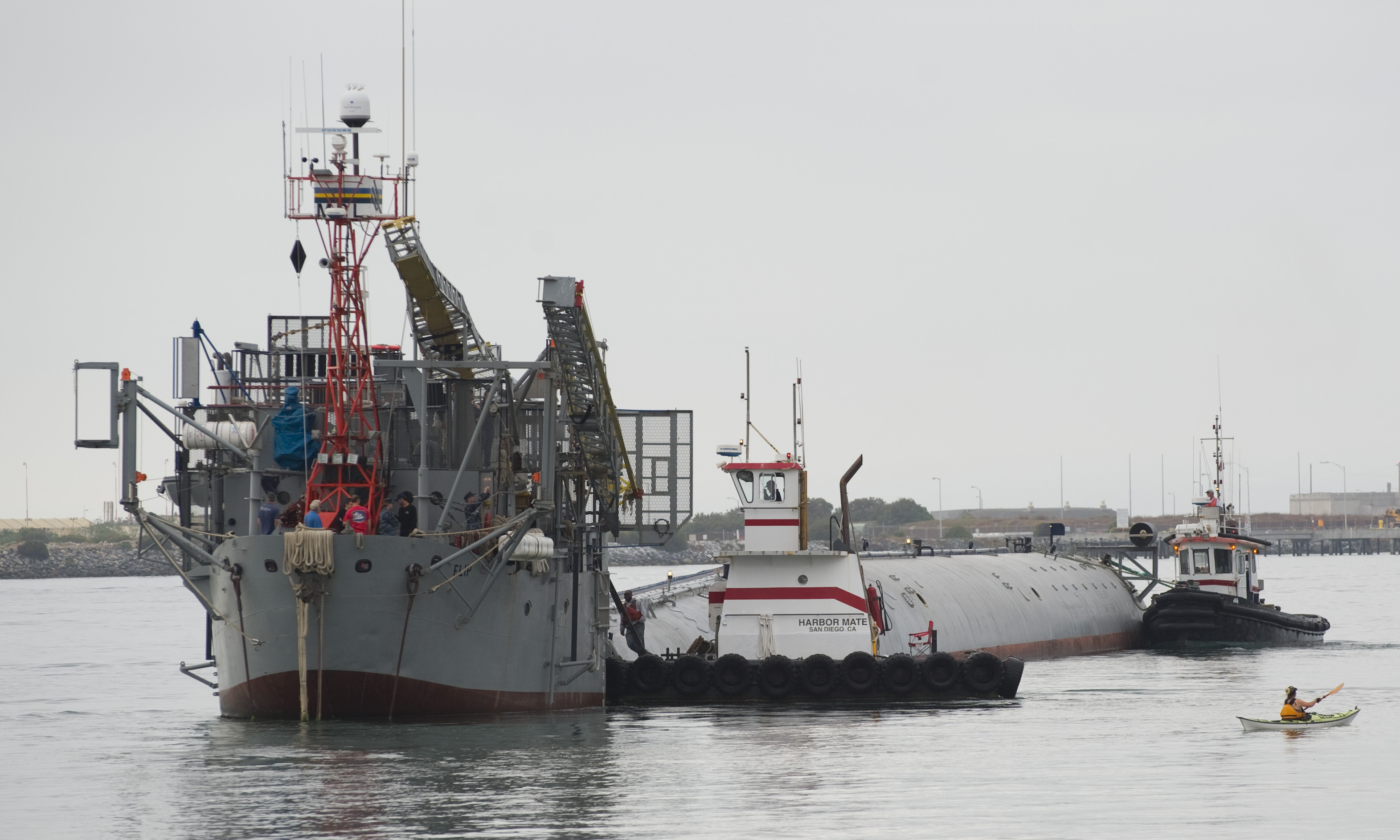